# Labirintozobci
Labirintozobci (znanstveno ime Labyrinthodontia) so podrazred fosilnih dvoživk, ki so izhajale iz resoplavutaric. Pojavili so se v zgornjem devonu pred okoli 350 milijoni let in izumrli v zgornjem triasu. Najbolj znan red so bili ihtiostegi (Ichthyostegalia) iz zgornjega devona na Grenlandiji. Imeli so čokato, do 1 m dolgo telo z grebenom na koncu repa. V isti red spadajo mastodonzavri.